# Kniahynychi
Kniahynychi (Knyahynychi ; ukrainien : Княгиничі ; polonais : Knihynicze) est un village de l' oblast d'Ivano-Frankivsk proche de Rohatyn. En 2001, la population est de 718 habitants.

## Histoire
Le village comptait une population juive importante avant la Shoah.